# Tuolumne Meadows
Pour les articles homonymes, voir Tuolumne.
Les prairies du Tuolumne (en anglais : Tuolumne Meadows) sont des prairies américaines de la Sierra Nevada, en Californie. Parcourues par la Tuolumne, elles relèvent du comté de Tuolumne et du parc national de Yosemite. Situées à une altitude d'environ 2627 mètres, elles servent notamment de lieu de camping. Une partie se trouve au sein de la Yosemite Wilderness.
Il y a plusieurs millions d'années, Tuolumne Meadows se trouvait sous une grande épaisseur de glace. Aujourd'hui, les formes glaciaires du relief marquent toujours le paysage. Mais la flore est diverse et les fleurs tapissent le sol au printemps et en été (Dodecatheon, Mimulus, Populage des marais, etc.). Des chemins de randonnées, plus ou moins difficiles, partent de la route et du centre d'information. On peut ainsi rejoindre des campings situés 12/16 kilomètres. La route grimpe jusqu'à une altitude de 3 000 m à Tioga Pass, à l'est du parc. À cet endroit, un chemin monte à 3 200 m d'altitude puis redescend à Middle Gaylor Lake avant d'arriver aux ruines d'une baraque en pierre, qui constituent les restes d'une mine d'argent exploitée au XIXe siècle.

## Cas de peste détecté
En 2015, un cas de peste est déclaré au parc national de Yosemite en Californie sur plusieurs écureuils porteurs du germe. Le camping où a été faite la découverte, le Tuolumne Meadows Campground, est fermé au public pendant une semaine après qu'une petite fille, qui avait visité le parc, avait contracté la maladie.